# Balham (stacja)
Balham – stacja kolejowa i jednocześnie stacja metra londyńskiego położona w dzielnicy Wandsworth. W systemie londyńskiej komunikacji miejskiej należy do trzeciej strefy biletowej.

## Metro
Część stacji obsługiwana przez metro została otwarta w 1926. Projektantem stacji był Charles Holden. Podczas niemieckich nalotów w 1940, na stację spadła bomba o masie ok. 1400 kg. W wyniku tego zdarzenia śmierć poniosło 65 osób, a ponad 70 zostało rannych.
Na stacji zatrzymują się pociągi Northern Line. Ze stacji korzysta ok. 11,3 mln pasażerów rocznie.

## Kolej
Kolejowa część stacji należy równocześnie do trzech linii, przy czym wszystkie obsługiwane są obecnie przez firmę Southern. W roku statystycznym 2006/07 ze stacji skorzystało ok. 5,5 mln pasażerów.